# Apiloscatopse picea
Apiloscatopse picea är en tvåvingeart som först beskrevs av Johann Wilhelm Meigen 1818.  Apiloscatopse picea ingår i släktet Apiloscatopse och familjen dyngmyggor. Inga underarter finns listade i Catalogue of Life.